# Морка (Верчели)
Морка је насеље у Италији у округу Верчели, региону Пијемонт.
Према процени из 2011. у насељу је живело 42 становника. Насеље се налази на надморској висини од 500 м.